# Essex County (Massachusetts)
 For alternative betydninger, se Essex County. (Se også artikler, som begynder med Essex County)
Essex County er et county i den amerikanske delstat Massachusetts. Amtet ligger nordligt i delstaten og grænser op til Suffolk County i syd, Middlesex County i vest og mod Rockingham County, New Hampshire i nord.
Essex Countys totale areal er 2 146 km² hvoraf 849 km² er vand. I 2000 havde amtet 723.419 indbyggere. Amtets administration og ligger i byerne Salem og Lawrence. 
42°38′08″N 70°58′15″V / 42.635475°N 70.970825°V